# ORANGE RANGE LIVE TOUR 006〜FANTAZICAL〜
『ORANGE RANGE LIVE TOUR 006 〜FANTAZICAL〜』（オレンジレンジ ライブツアー ダブルオーシックス・ファンタジカル）は、日本の ミクスチャーバンド、ORANGE RANGEの5枚目のDVD。

## 解説
- ORANGE RANGE3枚目のライブDVD。ライブツアー「FANTAZICAL」の東京体育館での最終公演の映像が収録されている。ただセットリストにはあった「papa」は収録されていない。ちなみに「FANTAZICAL」は、「FANTASIC」と「MUSICAL」を合わせた造語である。
- このライブでのドラマーは佐野康夫である。

### ライブ映像
1. チャンピオーネ
13thシングル。
2. お願い!セニョリータ
11thシングル。
3. UN ROCK STAR
14thシングル。
4. GOD69
3rdアルバム「ИATURAL」収録曲。
5. BETWEEN
3rdアルバム「ИATURAL」収録曲。
6. Beat Ball
2ndアルバム「musiQ」収録曲。
7. SJK 06
16thシングル「イカSUMMER」c/w。
8. 上海ハニー
2ndシングル。
9. 風林火山
14thシングル「UN ROCK STAR」c/w。
10. Hello
4thアルバム「ORANGE RANGE」収録曲。
11. MIRACLE
4thアルバム「ORANGE RANGE」収録曲。
12. ミチシルベ〜a road home〜
5thシングル。
13. 花
8thシングル。
14. Walk on
13thシングル「チャンピオーネ」c/w。
15. ロコローション
6thシングル。
16. ビバ★ロック
3rdシングル。
17. TWISTER
1stアルバム「1st CONTACT」収録曲。
18. U topia
3rdアルバム「ИATURAL」収録曲。
19. キリキリマイ
デビューシングル。
20. キズナ
12thシングル。
21. yumekaze

〜アンコール〜
1. SAYONARA
15thシングル。
2. ラヴ・パレード
10thシングル。
3. 以心電信
2ndアルバム「musiQ」収録曲。

### 特典映像
document of FANTAZICAL